# 臺北市客家文化主題公園
臺北市客家文化主題公園，位於臺灣台北市中正區的主題公園，佔地約4公頃。前身為台北市兒童交通博物館，於2008年9月17日閉館，原址移交臺北市政府客家事務委員會，經翻修後2011年10月15日正式開園。

## 歷史
- 1988年7月，有鑑於台北市交通問題日趨嚴重，臺北市市長許水德同意將台北市政府工務局施工的兒童交通公園交由臺北市政府教育局成立台北市兒童交通博物館。
- 1991年7月1日，台北市兒童交通博物館正式奉准成立。
- 1992年，兒童交通公園啟用。
- 1994年，兒童交通公園部份土地被改建為遊樂場使用。
- 2008年9月17日，兒童交通公園關閉，同年11月走入歷史，同年12月拆除。
- 2009年5月20日，臺北市政府舉行臺北市客家文化主題公園開工典禮。
- 2011年10月15日，臺北市客家文化主題公園開園。

## 客家文化中心
為一座地上四層地下一層之建築，主要是展示關於客家的源流、客家語言、風俗、與台灣各地客家聚落的特色；亦有會議室、媒體簡報室、多功能學習教室的配置。

## 客家音樂戲劇中心
為兩層樓的建築。一樓大廳展示客家戲曲與山歌與相關從業人員的簡介，以及研習教室。二樓則設有舞台的室內劇場。

## 客家農場
公園的戶外規劃為「臺北客家農場」，並設有客家文化的敬字亭、伯公亭、水車、梯田等的模擬造景。

## 跨堤平台
跨提平台可連接古亭河濱公園

## 外部連結
- 台北市客家文化主題公園 （页面存档备份，存于）
- 臺北市政府客家事務委員會 - 臺北市客家文化主題公園 （页面存档备份，存于）
- 臺北市客家文化主題公園 - 臺北旅遊網 （页面存档备份，存于）
- 台北市客家文化主題公園的Facebook專頁

- YouTube上的臺北市客家文化主題公園頻道